# Delta Neretve
| Prvi poznati zemljovid, djelo Vincenza Coronellija iz 1694. |  | Prvi poznati zemljovid, djelo Vincenza Coronellija iz 1694.      |
| Prvi poznati zemljovid, djelo Vincenza Coronellija iz 1694. |  | Topografski zemljovid dijela Dalmacije i Doline Neretve iz 1869. |

Delta Neretve je dolina na jugu hrvatske obale Jadranskog mora koju na svome ušću formira rijeka Neretva. 

## Zemljopisna obilježja
Delta prekriva površinu od 12.000 hektara. Delta Neretve od Metkovića do ušća sa sjevera i sjeveroistoka omeđena je ograncima dinarskih planina, a s juga podgradinsko-slivanjskim brdima. Najvažniji gradovi su Ploče, Opuzen i Metković.
Izvorno se sastojala od 12 rukavaca, ali je nakon brojnih i opsežnih melioracija i kultivacije tog poljoprivredno bogatog prostora, broj rukavaca sveden na samo četiri, a dotadašnja močvarna delta velikim dijelom je pretvorena u bogato poljoprivredno područje, kolokvijalno prozvano "Hrvatska Kalifornija". 

### Klima
Na zapadu Delta je otvorena moru i nalazi se pod njegovim stalnim utjecajem. U jesen se more polagano hladi, oslobađa toplinu i time produžuje ljeto, a u proljeće je obrnuto, ohlađeno more sprječava zagrijavanje zraka iznad kopna. U gornjem području Delta je otvorena prema prodiranju suhih vjetrova ljeti, a hladnih zimi i u proljeće. I ovo je razlog stvaranju različitih mikroklima, pa u prostoru od Metkovića skoro do Opuzena zimske su temperature za stupanj, dva niže, a što je odlučujuće da u tom gornjem dijelu teže uspijevaju agrumi (zimsko izmrzavanje). Ljeto je dugo, toplo i suho, a zima je blaga i kišna.
Najhladniji period je prema podacima opažanja treća dekada siječnja s 2,5°C. Međutim, opaženi su pojedini dani s negativnim temperaturama. U veljači su zabilježene i dosta minimalne temperature; 1947. g. čak -11°C, a nešto se slično ponovilo i tri puta: 1974., 1978. te 1985. što je vrlo opasno za suptropske kulture kao što su mandarine zbog smrzavanja. Najtopliji mjeseci su srpanj i kolovoz, kad srednje dnevne temperature znaju doseći 35°C,  a najviše izmjerene temperature su oko 43°C.
Prosječna godišnja količina padalina iznosi 1300 mm, a između 65-75% padne tijekom zime i to predstavlja problem, jer najveća količina pada u razdoblju kad je najmanje potrebna i zato je važna organizacija ljetnog navodnjavanja.

## Gospodarstvo
Dolina Neretve je važan poljoprivredni kraj u kojemu se pretežno uzgajaju agrumi, (proizvede se 4000 vagona mandarina) zatim slijede lubenice, šljive... Od povrća uzgajaju se rajčice, salata, krastavci itd. Također značajan je uzgoj maslina koji datira još od Neretvanske kneževine. Lov na ptice je u Dolini zastupljen od davnina i bio je jedna od glavnih djelatnosti starijih stanovnika koji su tijekom vremena razvili posebne vještine koje se i danas koriste (ćukanje). Zbog prelijepih pogleda i zanimiljivosti koje nosi Delta, svake godine dolazi sve više turista.

## Ekološko područje
Na prostoru delte Neretve pet je lokaliteta, na ukupnoj površini od 1620 ha, koji su zaštićeni kategorijama ornitološki rezervat (Pod Gredom, Prud, Orepak te jezera Desne i Modro oko), te ornitološko-ihtiološki rezervat Ušće Neretve. U delti Neretve ukupno je zabilježeno 310 vrsta ptica, od kojih 115 gnjezdarica, a u Metkoviću se nalazi druga najveća ornitološka zbirka u Europi.
U dva zaštićena ornitološka rezervata, lokalitet Galičak na ušću Neretve, te lokalitet Pod Gredom u blizini Vida izgrađene su promatračnice ptica. Izgrađene su u sklopu projekta projekta čiji je cilj promocija zaštite prirode i očuvanje povoljnog stanja ciljnih vrsta ptica te ciljnih vrsta i stanišnih tipova u području ekološke mreže Delta Neretve, kao i razvoj turizma promatranja ptica.

### Ekološki problemi
S druge strane postoje razni ekološki problemi kao pretjerana melioracija, koja prijeti isušivanjem svih močvara, salinizacija rijeke, odnosno prodiranje morske vode u riječno korito zbog brana u susjednoj BiH,ljetni požari, te nepropisno odlaganje otpada. Svi ovi problemi ostavili su posljedice (smanjenje broja ptičijih vrsta, pojačani vjetrovi s kontineta kasnije uzrokuju sušu klimu...)

## Unutarnje poveznice
- Neretva
- Neretvanska kneževina
- Neretvani

## Vanjske poveznice
- Donji tok Neretve - Prekogranično močvarno područje  Arhivirana inačica izvorne stranice od 4. srpnja 2007. (Wayback Machine)
- Delta Neretve - od močvare do intenzivne poljoprivrede  Arhivirana inačica izvorne stranice od 18. lipnja 2010. (Wayback Machine)